# Dilophus variceps
Dilophus variceps är en tvåvingeart som beskrevs av Hardy 1942. Dilophus variceps ingår i släktet Dilophus och familjen hårmyggor. Inga underarter finns listade i Catalogue of Life.